# 2023年摩爾多瓦未遂政變指控
2023年2月13日，摩爾多瓦總統瑪雅·桑杜在記者會上公布關於俄羅斯推翻摩爾多瓦政府的計劃。 
2023年2月21日，摩爾多瓦總理雷奇安表示，再接獲情報顯示，俄軍可能會空降突擊佔領基希訥烏的機場用於調動部隊展開侵攻。

## 背景
自1992年以來，俄羅斯軍隊一直駐紥在德涅斯特河沿岸，德涅斯特河沿岸是一個有限承認國家， 大部分國家都認為聶斯特河沿岸是摩爾多瓦的一部分。
歷屆摩爾多瓦政府均試圖拉近與歐洲的關係，使摩爾多瓦與俄羅斯之間的關係惡化。摩爾多瓦與北大西洋公約組織密切合作，並於2022年6月與烏克蘭一同獲得歐盟候選國地位。
自2022年俄羅斯入侵烏克蘭以來，國際社會一直擔心俄羅斯透過德涅斯特河沿岸對付烏克蘭，甚至將戰爭擴展至摩爾多瓦。 

## 陰謀
2023年2月13日，摩爾多瓦總統透露政變陰謀細節。 有關計畫在一星期前，由烏克蘭情報部門截獲，並由烏克蘭總統弗拉基米爾·澤連斯基轉交，計畫被形容為俄羅斯「摧毀」摩爾多瓦    
摩爾多瓦總統馬亞·桑杜表示，政變計劃涉及身著便衣的襲擊者襲擊國家建築物並劫持人質，推翻政府並建立傀儡政府，並組織犯罪團伙與流亡的摩爾多瓦寡頭結成聯盟。 
2023年2月21日，摩爾多瓦總理雷奇安表示，再接獲情報顯示，俄軍可能會空降突擊佔領基希訥烏的機場用於調動部隊展開侵略。
該政變與七年前黑山未遂政變類似。 

## 行動
2023年2月21日俄羅斯總統普京宣佈，撤銷2012年的一項法令。法令承諾，俄羅斯「將在尊重摩爾多瓦共和國的主權、領土完整和中立地位的基礎上，確定德涅斯特河沿岸地區的特殊地位」，並尋求解決分離主義問題的方法。

## 對策
摩爾多瓦總統馬亞·桑杜表示，摩爾多瓦安全部隊已於去年秋天停止奪取控制權的初步計劃，以防止親莫斯科派別利用對能源價格上漲的廣泛抗議來迫使政府垮台。  
2月14日，即政變陰謀指控公開後的第二天，摩爾多瓦北部靠近烏克蘭邊界的領空發現一個類似氣象氣球的物體，摩爾多瓦短暫關閉領空。在當局確定該物體不會對平民構成安全風險後，其領空重新開放。 事件發生在2023年中國高空氣球事件的背景下。
由於塞爾維亞與俄羅斯關係密切，塞爾維亞球迷懷疑是襲擊者，因此摩爾多瓦當局下令2022–23年歐洲協會聯賽淘汰賽附加賽舍里夫足球俱樂部和FK Partizan的比賽閉門進行。  